# Hermanas Soong

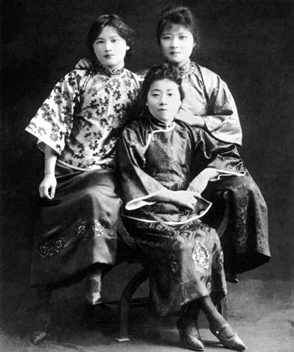
Fotografía de las tres hermanas Soong.

Las hermanas Soong (chino tradicional: 宋家姐妹, pinyin: Sòngjiā Jiěmèi, o 宋氏三姐妹) fueron tres mujeres chinas de Hainan quienes junto con sus esposos, fueron de las figuras políticas más importantes de China a comienzos del siglo XX. Cada una de ellas desempeñó un rol importante en la influencia que ejercían sobre sus esposos, quienes producto de sus posiciones en los círculos de poder cambiaron el curso de la historia de China.
Su padre era Charlie Soong un ministro metodista educado en Estados Unidos, que había hecho su fortuna como banquero e impresor. Su madre era Ni Kwei-tseng (倪桂珍 Ní Guìzhēn), cuya madre Lady Xu era descendiente de Xu Guangqi matemático y jesuita de la dinastía Ming. Las tres hermanas concurrieron al Wesleyan College en Macon, Georgia, Estados Unidos. Sus tres hermanos era oficiales de alto rango del gobierno de la República de China, uno de ellos era T. V. Soong.

## Historia

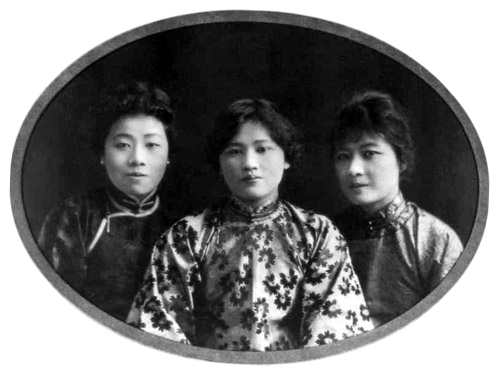
Las hermanas Soong en su juventud.

A lo largo de sus vidas, cada una de las tres hermanas siguió sus propias inclinaciones en cuanto a apoyar al Kuomintang (KMT) o el Partido Comunista Chino. En la década de 1930, Soong Ai-ling y su hermana Mei-ling eran las dos mujeres más ricas de China de la época. Ambas apoyaban a los Nacionalistas.
En 1937 al comenzar la segunda guerra sino-japonesa, las tres se reunieron luego de 10 años y acordaron realizar un esfuerzo conjunto para reunir el KMT y el PCC contra el Ejército Imperial Japonés. Soong Ai-ling se dedicó personalmente al trabajo social atendiendo a los soldados heridos, refugiados y huérfanos. Ella donó cinco ambulancias y 37 camiones al ejército y la fuerza aérea en Shanghái, junto con 500 uniformes de cuero.

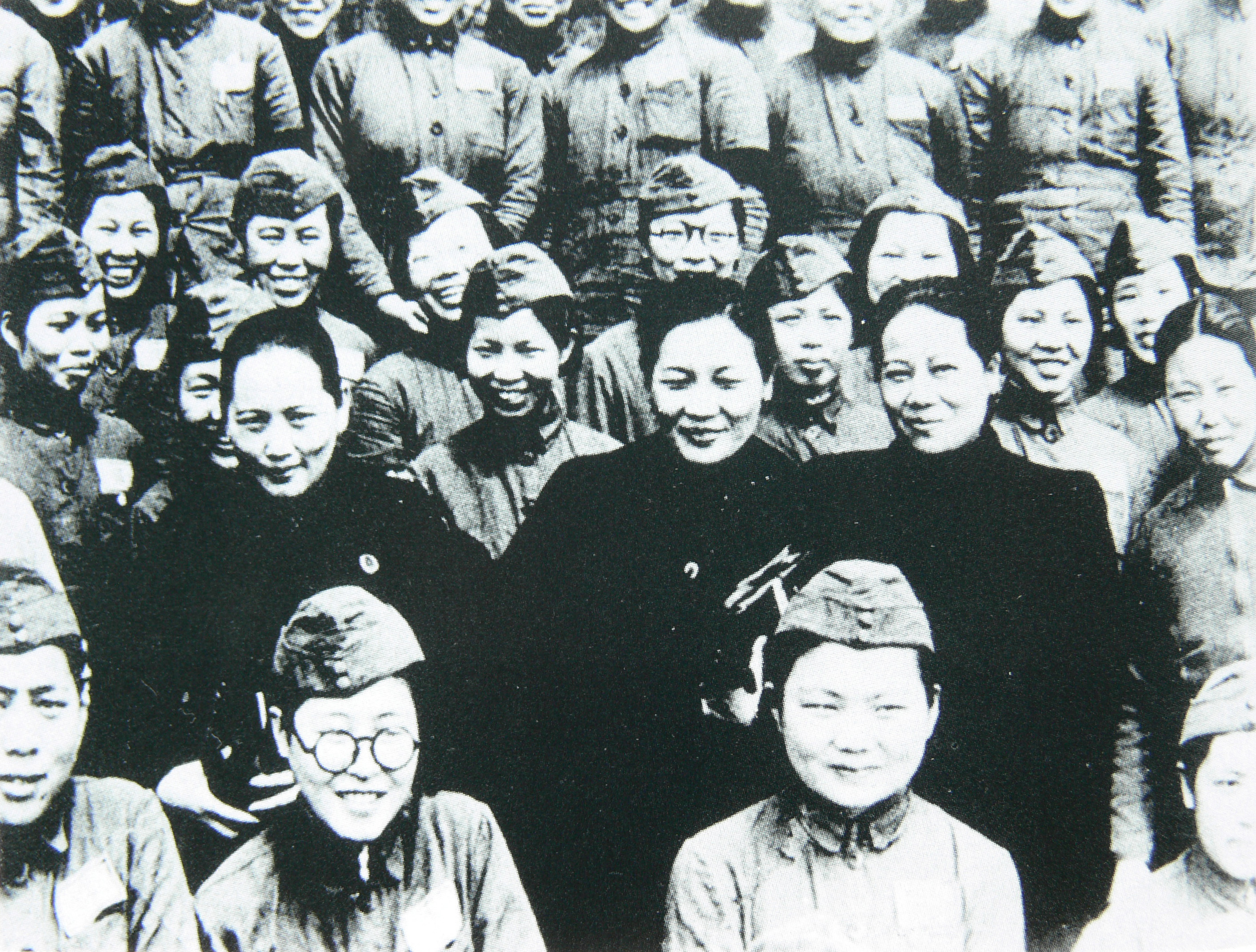
Las hermanas Soong visitando a mujeres soldado nacionalistas.

Cuando los japoneses ocuparon Nankín y Wuhan, las tres hermanas se mudaron a Hong Kong. En 1940, regresan a Chongqing y crean las Cooperativas Industriales Chinas, que brindaron muchos empleos. A menudo las hermanas realizaban visitas a escuelas, hospitales, orfanatos, refugios y prestaban ayuda a las comunidades que sufrían por la guerra. Si bien ambos partidos no lograron unirse en el punto crítico de la década de 1940, las hermanas realizaron un esfuerzo loable en financiar y ayudar en las diversas actividades nacionales.

## Las tres hermanas
| Nombre occidental | Nombre chino                                                               | Descripción |
| ----------------- | -------------------------------------------------------------------------- | --- |
| Soong Ai-ling     | Chino simplificado: 宋蔼龄 Chino tradicional: 宋藹齡 Pinyin: Sòng Ǎilíng   | La mayor (1890–1973). Estuvo casada con H. H. Kung el hombre más rico de China y ministro de Finanzas de China. |
| Soong Ching-ling  | Chino simplificado: 宋庆龄 Chino tradicional: 宋慶齡 Pinyin: Sòng Qìnglíng | La segunda por su edad (1893–1981). Contrajo matrimonio el 25 de octubre de 1915 en Japón con Sun Yat-sen, —27 años mayor que ella— Padre de la China Moderna y primer Presidente de la República de China. Fue una destacada política china, vicepresidenta de China entre 1949 y 1968, luego copresidenta de China entre 1968 y 1972 y más tarde vicepresidenta desde 1972 hasta 1975 y fue Presidenta de China desde el 16 de mayo de 1981 hasta el 28 de mayo de 1981 (justo antes de que se aprobara la Constitución de 1982). |
| Soong May-ling    | Chino simplificado: 宋美龄 Chino tradicional: 宋美齡 Pinyin: Sòng Měilíng  | La más joven (1898–2003). Ella era una líder política por su propio derecho, y fue esposa y compañera en el poder de Chiang Kai-shek líder del Kuomintang (KMT), Generalísimo de los ejércitos chinos, y posteriormente Presidente,. |

Sus matrimonios y las motivaciones fueron resumidas en el dicho maoísta que dice "Una amaba el dinero, una amaba el poder, una amaba su patria" (chino:一個愛錢、一個愛權、一個愛國, pinyin: Yīgè ài qián, yīgè ài quán, yīgè àiguó) en referencia a Ai-ling, May-ling, y Ching-ling respectivamente.

## Materiales de referencia
- The Soong Sisters (Las Hermanas Soong), una exitosa película de 1997 que cuenta la vida de las hermanas.
- The Soong Sisters, Emily Hahn en 1941.
- The Soong Dynasty, un libro escrito por Sterling Seagrave en 1985, ISBN 978-0-283-99238-4.